# リスバーン・ディスティラリーFC
リスバーン・ディスティラリー・フットボールクラブ（英語: Lisburn Distillery Football Club）は、北アイルランドのダウン県のBallyskeaghをホームタウンとするサッカークラブ。1890年のアイリッシュ・フットボールリーグ創立時のメンバーである。

## 歴史
ディスティラリーFCは1880年11月に創設された。最初の試合は同月20日に行われ、ダンデラに勝利した。1884年、アイリッシュカップ決勝でウェリントン・パークに5-0で勝利し、クラブ初のタイトルを獲得した。1886年までに3連覇を達成した。1895-96シーズンにはカップ戦とアイリッシュ・フットボールリーグの2冠を達成した。
1963年、アイリッシュ・フットボールリーグで6回目の優勝を果たし、UEFAチャンピオンズカップ 1963-64でベンフィカと対戦した。ホームで開催された第1戦は3-3で引き分ける大健闘を見せた。1971年にはアイリッシュカップで12回目の優勝を果たし、UEFAカップウィナーズカップ 1971-72でバルセロナと対戦した。1980年、リスバーンのニュー・グローヴナー・スタジアムを本拠地とした。1985年にアントリム・シールド、1994年にゴールド・カップで優勝し、クラブの復権に向けて動き出した。
1999年、クラブ名をディスティラリーからリスバーン・ディスティラリーに改称した。2000年代は欧州カップ戦に出場し、UEFAインタートトカップ 2005でジャルギリス・ヴィリニュス、UEFAインタートトカップ 2008でTPSトゥルク、UEFAヨーロッパリーグ 2009-10でゼスタポニと対戦した。2010年になるとクラブに財政上の問題が生じた。2012-13シーズンにはIFAプレミアシップで最下位に終わり、NIFLチャンピオンシップ1に降格した。

## タイトル
- NIFLプレミアシップ：6回
  - 1895-96, 1898-99, 1900-01, 1902-03, 1905-06 (クリフトンビルと同時優勝), 1962-63
- アイリッシュカップ：12回
  - 1883-84, 1884-85, 1885-86, 1888-89, 1893-94, 1895-96, 1902-03, 1904-05, 1909-10, 1924-25, 1955-56, 1970-71
- 北アイルランド・フットボールリーグカップ：1回
  - 2010-11

## 過去の成績
| シーズン  | リーグ                                                   | 順位 | 試 | 勝 | 分 | 敗 | 得 | 失 | 差  | 点 |
| --------- | -------------------------------------------------------- | ---- | -- | -- | -- | -- | -- | -- | --- | -- |
| 1999-2000 | アイリッシュ・フットボールリーグ・プレミアディビジョン   | 10位 | 36 | 9  | 5  | 22 | 39 | 63 | -24 | 32 |
| 2000-01   | アイリッシュ・フットボールリーグ・ファーストディビジョン | 02位 | 36 | 20 | 11 | 5  | 66 | 37 | +29 | 71 |
| 2001-02   | アイリッシュ・フットボールリーグ・ファーストディビジョン | 01位 | 36 | 24 | 4  | 8  | 64 | 26 | +38 | 76 |
| 2002-03   | アイリッシュ・フットボールリーグ・プレミアディビジョン   | 08位 | 38 | 12 | 6  | 20 | 39 | 49 | -10 | 42 |
| 2003-04   | アイリッシュ・プレミアリーグ                             | 03位 | 30 | 16 | 7  | 7  | 45 | 30 | +15 | 55 |
| 2004-05   | アイリッシュ・プレミアリーグ                             | 07位 | 30 | 13 | 8  | 9  | 49 | 42 | +7  | 47 |
| 2005-06   | アイリッシュ・プレミアリーグ                             | 08位 | 30 | 12 | 8  | 10 | 44 | 38 | +6  | 44 |
| 2006-07   | アイリッシュ・プレミアリーグ                             | 05位 | 30 | 14 | 6  | 10 | 50 | 39 | +11 | 48 |
| 2007-08   | アイリッシュ・プレミアリーグ                             | 04位 | 30 | 17 | 7  | 6  | 50 | 28 | +22 | 58 |
| 2008-09   | IFAプレミアシップ                                        | 04位 | 38 | 15 | 11 | 12 | 53 | 41 | +12 | 56 |
| 2009-10   | IFAプレミアシップ                                        | 11位 | 38 | 11 | 6  | 21 | 45 | 76 | -31 | 39 |
| 2010-11   | IFAプレミアシップ                                        | 06位 | 38 | 14 | 6  | 18 | 50 | 66 | -16 | 48 |
| 2011-12   | IFAプレミアシップ                                        | 11位 | 38 | 8  | 8  | 22 | 56 | 84 | -28 | 32 |
| 2012-13   | IFAプレミアシップ                                        | 12位 | 38 | 4  | 7  | 27 | 29 | 90 | -61 | 19 |
| 2013-14   | NIFLチャンピオンシップ1                                  | 10位 | 26 | 8  | 7  | 11 | 43 | 49 | -6  | 31 |
| 2014-15   | NIFLチャンピオンシップ1                                  | 10位 | 26 | 8  | 4  | 14 | 38 | 58 | -20 | 28 |

## 歴代所属選手
- トム・フィニー 1963
- ノーマン・アプリチャード
- マーティン・オニール 1971